# Naștere prematură
Nașterea înainte de termen, cunoscută și sub numele de naștere prematură, reprezintă nașterea unui copil la mai puțin de 37 de săptămâni ca vârstă gestațională. Acești bebeluși sunt cunoscuți ca fiind prematuri. Simptomele de sarcină prematură includ contracții uterine ce apar la mai puțin de zece minute sau scurgerile de fluid din vagin. Copiii prematuri prezintă un risc mai mare de paralizie cerebrală, întârzieri în dezvoltare, probleme de auz și probleme de văz. Aceste riscuri sunt mai mari cu cât bebelușul se naște mai devreme.
Cauza nașterii premature este adesea necunoscută. Factorii de risc includ, printre altele diabetul,  tensiune arterială mare, sarcina cu mai mult de un făt existînd obezitate sau subponderlitate, un număr de infecții vaginale, fumatul tutunului și stresul psihologic. Se recomandă ca travaliul să nu fie indus pe cale medicală până la 39 de săptămâni cu excepția cazului în care este necesar din motive medicale. Aceeași recomandare se aplică și pentru secțiunea cezariană. Motivele medicale pentru naștere prematură includ preeclampsia.
La persoanele ce prezintă risc, administrarea hormonului progesteron în timpul sarcinii poate preveni nașterea prematură. Odihna la pat nu este de ajutor. Se estimează că cel puțin 75% dintre copiii prematuri ar supraviețui cu ajutorul tratamentului adecvat. La femeile ce ar putea da naștere între 24 și 34 de săptămâni, corticosteroizii îmbunătățesc rezultatele. Un număr de medicamente, inclusiv nifedipina pot întârzia nașterea astfel încât mama respectivă să poată fi mutată acolo unde este disponibil un ajutor medical suplimentar, iar corticosteroizii au o șansă mai mare de a funcționa. De îndată ce bebelușul este născut, îngrijirea acestuia include păstrarea pielii bebelușului caldă prin contact piele pe piele, sprijinirea alăptării la sân, tratarea infecțiilor și sprijinul pentru respirație.
Nașterea prematură este cea mai comună cauză de deces la bebeluși în întreaga lume. Aproximativ 15 milioane de bebeluși sunt născuți prematur în fiecare an (de la 5% la 18% dintre toate nașterile). În multe țări, ratele de nașteri premature au crescut între anii 1990 și 2010. Complicațiile survenite din cauza nașterilor premature au dus la 0,74 milioane de decese în anul 2013, scăzând de la 1,57 milioane în anul 1990. Șansa de supraviețuire la mai puțin de 23 de săptămâni este aproape de zero, în timp ce la 23 de săptămâni este de 15%, la 24 de săptămâni 55% și la 25 de săptămâni aproximativ 80%. Șansele de supraviețuire fără a exista dificultăți pe termen lung sunt mai mici.